# Sala Rica del Real Alcázar de Madrid

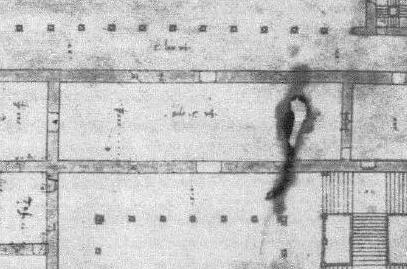
La Sala Rica en el plano del piso principal del Alcázar de Madrid realizado por Covarrubias (1536-1560). Se encuentra entre la Galería del Cierzo (parte superior) y la galería norte del patio del rey (parte inferior).

La Sala Rica (también conocida como cuadra rica o sala grande) fue una de las estancias principales del Real Alcázar de Madrid, hoy desaparecido.

## Historia
El origen de la Sala Rica se encuentra en las reformas acometidas por Juan II de Castilla y dirigidas por Alfonso López y Juan García de Paredes. En esta sala se celebraron las Cortes de 1419 y este monarca castellano recibía en esta sala a visitantes importantes como el infante Enrique de Aragón o la embajada enviada por Carlos VII de Francia, liderada por Denis du Moulin, arzobispo de Tolosa.
Desde el siglo XVI pasó a formar parte del cuarto del rey y del recorrido ceremonial que se iniciaba en la escalera del Real Alcázar de Madrid.
En los años finales del reinado de Felipe II fue dividida en dos estancias:
- al este, la Pieza de Guardias, de mayor tamaño, y
- al oeste, la Saleta del Cuarto del Rey, de tamaño menor.

## Descripción
Tenía forma rectangular. Medía más de 22 metros de largo y su altura ocupaba hasta la cubierta del Alcázar. Estaba ricamente decorada y contaba con un artesonado mudéjar decorado con pan de oro y colores blanco y carmesí.
En su lado oeste, siguiendo el recorrido ceremonial del cuarto del rey, lindaba con la antecámara o cuadra del rey. Al este lindaba con la sala del príncipe.
Según el Plano de Gómez de Mora, en la parte exterior de su puerta sur, la primera según el recorrido ceremonial del cuarto del rey formaban guardia las guardas amarilla o española y alemana o tudesca 

### Individuales
1. ↑  Alonso Ruiz, Begoña (2014). «El Alcázar de Madrid. Del castillo Trastámara al palacio de los Austrias (Ss. XV-1543)». Archivo Español de Arte 87 (348). doi:10.3989/aearte.2014.21.
2. ↑  Villaseñor Sebastián, Fernando (19 de febrero de 2021). «Juan II y Enrique IV promotores artísticos». Arte en Palacio. De los Trastámara a la Casa de Austria (Ed. Universidad de Cantabria): 43-44. ISBN 978-84-17888-16-9. Consultado el 29 de enero de 2022.
3. ↑  Daumet, Georges (1898). Étude sur l'alliance de la France et de la Castille au XIVe et au XVe siècles (en francés). E. Bouillon. Consultado el 25 de agosto de 2022.
4. ↑  Barbeito, 1992, p. 127.
5. ↑  Barbeito, 1992, p. 17.